# Бородин, Михаил Павлович
Михаил Павлович Бородин (29 сентября 1862, Оренбургская губерния — после 1920) — генерал-майор императорской армии, генерал-лейтенант Белого движения, директор Вольского кадетского корпуса, кавалер многих орденов, историк.

## Биография
Родился 29 сентября 1862 года в Оренбургской губернии в семье Павла Ивановича Бородина. Получил образование в Оренбургской Неплюевской военной гимназии. Бородин поступил на службу в Русскую Императорскую армию 1 сентября 1880 года, после чего стал выпускником 3-го военного Александровского училище — получил чин хорунжего конно-артиллерийской бригады Оренбургского казачьего войска (1882). Стал сотником в 1885 году, после чего окончил Николаевскую академию генерального штаба по второму разряду.
Стал адъютантом наказного атамана Оренбургского казачьего войска (ОКВ, с 1890 года) и был старшим адъютантом управления первого военного отдела ОКВ в течение почти 11 месяцев. Получил чин подъесаула в конце 1892 года. Был офицером-воспитателем Оренбургского Неплюевского кадетского корпуса в течение 10 лет с 1892 по 1902 год. «Переименован в штабс-капитаны» в 1895 году, а затем стал капитаном, причём со старшинством с 1895 года. В 1898 году достиг чина подполковника.
Стал инспектором классов Нижегородского графа Аракчеева кадетского корпуса 8 декабря 1902; оставался в должности до 14 августа 1910 года. Стал полковником «за отличие» в 1903 году и генерал-майором в 1909, так же «за отличие». С 14 августа 1910 года являлся директором Вольского кадетского корпуса. По одним данным он занимал это пост до 1917, по другим — до 1918 года. В этот период поддержал выпуск местного журнала «Волец». По данным на февраль 1917 года возглавлял также Воронежский Великого князя Михаила Павловича кадетский корпус. В мае 1918 года числился директором Александровской гимназии военного ведомства. Уже в период Гражданской войны, с конца июля, состоял в должности директора Второго Оренбургского кадетского корпуса.
В связи с наступлением Красной Армии был эвакуирован вместе с кадетским корпусом в Иркутск в январе 1919 года. 3 марта получил очередной чин генерал-лейтенанта с формулировкой «за отличия по службе». С 24 декабря 1919 по 5 января 1920 года участвовал в подавлении антиколчаковского восстания в Иркутске, подготовленного Политцентром. Последнее упоминание о нём лишь констатирует, что М. П. Бородин был зарегистрирован при управлении коменданта города.

## Семья
Старший брат: Василий Павлович Бородин (1854 — после 1914) — войсковой старшина, секретарь Оренбургского дворянского собрания.
М. Бородин был дважды женат: его первой супругой была дочь дворянина Екатерина Ивановна Ленгарова, второй его женой в 1920 году стала вдова полковника Мария Ростиславовна Никитникова (род. 1862). У Бородина было трое детей — на 2007 год источники называли имена двоих: это сыновья Иван (род. 1891) и Павел (род. 1893).

## Награды
- Орден Святого Станислава 3 степени (1896)[12]
- Орден Святой Анны 3 степени (1901[13] или, менее вероятно, 1891[1])
- Орден Святого Станислава 2 степени (1906)[13]
- Орден Святого Владимира 3 степени (1912)[14]
- Орден Святого Станислава 1 степени (1915)[15]
- Орден Святой Анны 1 степени (1916)[15]

## Произведения
- Бородин М. 50-летний юбилей Михайловского Воронежского кадетского корпуса. — Воронеж, 1895.